# Uzi
Uzi je řada izraelských samopalů s otevřeným a dynamickým závěrem. Šlo o jednu z prvních zbraní, které využívaly konstrukci teleskopického závěru, který umožňuje, aby byl zásobník uložen v pistolové rukojeti, čímž je zbraň kratší.
První prototyp byl vyvinut na konci 40. let. Jeho konstruktérem byl izraelský důstojník Uziel Gal, po němž se samopal jmenuje. V 80. letech byly vyvinuty dva menší modely, Mini-Uzi a Micro-Uzi. Vyráběl se v licenci v Belgii a Německu.
Dodnes se vyrábí v Izraeli, používá ho izraelská armáda a je oblíbenou zbraní mnoha teroristických skupin. Je často zaměňován s americkým samopalem Ingram MAC-10 a obecně lze říct, že mezi laiky je výraz UZI "Uzík", "Uzina" používán pro libovolný samopal se zásobníkem umístěným v pistolové rukojeti.[zdroj?]
Konstrukčně vychází z československého samopalu ZK476.

## Popis

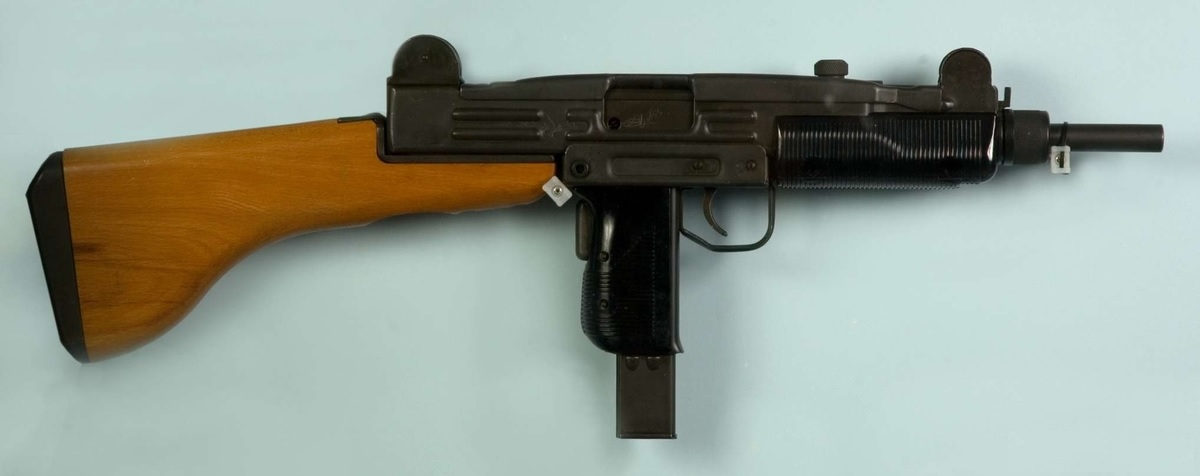
Uzi s dřevěnou pažbou

Samopal UZI využívá podobné konstrukční řešení jako československý samopal SA23. Je vyroben převážně z lisovaných ocelových dílů. Uzi využívá konstrukce teleskopického závěru, který obklopuje zadní část hlavně, což zmenšuje délku pouzdra závěru. Spojení pažbičky s objímkou pro zásobník dělá zbraň velmi kompaktní. Závěr je s předzápalem. Hlaveň má čtyři pravotočivé drážky vývrtu. Samopal má přepínač pro střelbu jednotlivými ranami nebo dávkou. Různé typy schránkových zásobníků mohou obsahovat od 10 do 50 nábojů (dle ráže). Dřevěná pažba nebo sklopná ramenní opěrka. Možnost střelby speciálních protitankových granátů, nasazovaných na úsťovou část hlavně.

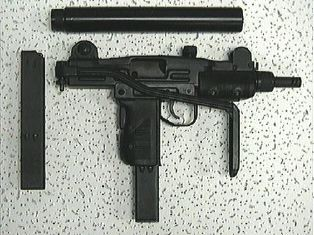
Mini Uzi

## Mini Uzi
Tento samopal, určený pro speciální jednotky, vznikl v polovině 80. let v reakci na konkurenční skladnější Ingram MAC-10. Samopal má kratší pouzdro závěru a také kratší a tím pádem lehčí závěr. Zkrácením délky závěru se zvýšila kadence samopalu na 950 ran za minutu. Ramenní opěrka se sklápí podél zbraně. Na pravé části úsťové části hlavně jsou dva zářezy vytvářející kompenzátor, který zmenšuje zdvih hlavně při střelbě dávkou. Používá schránkové zásobníky o kapacitě 20, 25 nebo 30 nábojů. Možnost střelby speciálních granátů, použití tlumiče a rovněž má hledí pro střelbu v noci.

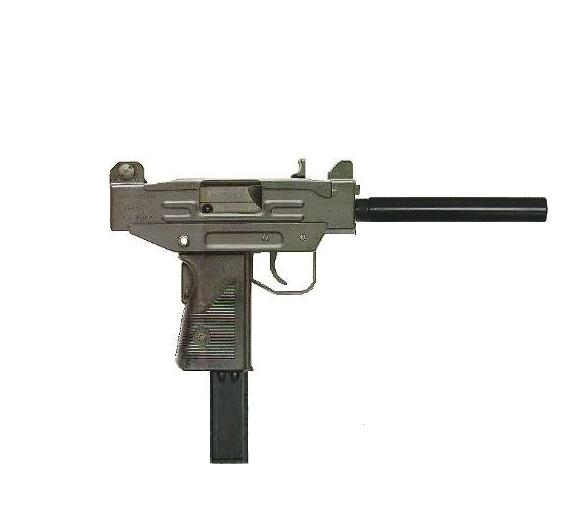
Micro Uzi

## Micro Uzi
Micro Uzi vznikla dalším zkrácením Mini Uzi a na trhu se objevila v roce 1986. Zbraň je dlouhá se složenou pažbou 282 mm a hlaveň je dlouhá 117 mm. Micro Uzi má stále dynamický závěr, ale již střílí z uzavřeného závěru. Dalším zkrácením pouzdra závěru a zkrácením závěru a jeho odlehčením se kadence zbraně vyšplhala až na 1200-1500 ran za minutu.